# Тишково (Смоленская область)
Тишково — деревня в Смоленской области России, в Глинковском районе. По состоянию на 2007 год постоянного населения не имеет . Расположена в центральной части области в 17 км к северо-востоку от села Глинка, в 13 км южнее автодороги Р134 «Старая Смоленская дорога» Смоленск — Дорогобуж — Вязьма — Зубцов, в 11 км западнее автодороги Р137 Сафоново — Рославль. В 19 км южнее деревни железнодорожная станция Нежода на линии Смоленск — Сухиничи. Входит в состав Ромодановского сельского поселения.

## История
В годы Великой Отечественной войны деревня была оккупирована гитлеровскими войсками в июле 1941 года, освобождена в ходе Ельнинско-Дорогобужской операции в 1943 году.